# Hyoscyamin
Hyoscyamin (1αH,5αH-tropan-3α-yl-[(2S)-2-fenyl-3-hydroxypropanoát]), nesprávně hyoscamin je tropanový alkaloid, levotočivý izomer atropinu. Je sekundárním metabolitem obsaženým v některých rostlinách čeledi Solanaceae, například v blínu černém (Hyoscyamus niger), mandragoře lékařské (Mandragora officinarum), durmanu obecném (Datura stramonium) a rulíku zlomocném (Atropa belladonna).
Hyoscyamin se může plést s hyoscinem, což je starší alternativní název pro příbuzný rulíkový alkaloid s anticholinergními účinky: skopolamin. Hyoscyamin je znám též jako levo-atropin, protože je levotočivým optickým izomerem třetího ze tří hlavních rulíkových alkaloidů, atropinu.
Hyoscyamin se prodává pod obchodními názvy Symax, HyoMax, Anaspaz, Buwecon, Cystospaz, Levsin, Levbid, Levsinex, Donnamar, NuLev, Spacol T/S, Buscopan (obsahuje derivát hyoscin-N-butylbromid), Hyospasmol (opět hyoscin-N-butylbromid) a Neoquess.

## Použití
Hyoscyamin se používá pro symptomatickou léčbu různých trávicích potíží, například křečí, peptických vředů, syndromu dráždivého tračníku, diverkulitidy, pankreatitidy, koliky a cystitidy. Používá se i při některých srdečních problémech, pro potlačování některých symptomů Parkinsonovy nemoci a pro omezování sekrece v dýchacím ústrojí při paliativní péči. Může být užitečný při léčbě neuropatické bolesti opioidy, protože zvyšuje dosaženou úroveň analgezie. Přispívají k tomu zřejmě různé mechanismy. Pro tyto účely se používají i příbuzné látky atropin a skopolamin, stejně jako další členové anticholinergní skupiny, například cyklobenzaprin, trihexyfenidyl nebo orfenadrin. Při použití hyoscyaminu společně s opioidy nebo jiných antiperistaltiky, jsou nezbytná opatření proti zácpě, vzhledem k riziku paralytického ileu.

## Vedlejší účinky
Mezi vedlejší účinky patří sucho v ústech a krku, bolest očí, rozmazané vidění, neklid, závratě, srdeční arytmie, červenání a slabost. Při předávkování se objevuje bolest hlavy, nauzea, zvracení a symptomy CNS, například dezorientace, halucinace, euforie, sexuální vzrušení, krátkodobá ztráta paměti, v extrémních případech i kóma. U některých osob se může objevit dočasná agresivita. Euforie a sexuální účinky jsou silnější než u atropinu, ale slabší než u skopolaminu, dicykloverinu, orfenadrinu, cyklobenzaprinu, trihexyfenidylu a ethanolaminových antihistaminik, například fenyltoloxaminu.

## Farmakologie
Hyoscyamin patří mezi anticholinergika, specificky mezi antimuskarinika, působí blokací účinku acetylcholinu na parasympatických místech v hladkých svalech, žlázách a CNS. Zvyšuje srdeční akci, snižuje sekreci žláz a antagonizuje (oslabuje účinek) serotoninu. Při srovnatelných dávkách má hyoscyamin 98 % anticholinergní účinnosti atropinu. Další významný rulíkový alkaloid má v porovnání s atropinem účinnost 92 %.

## Izolace
Hyoscyamin lze extrahovat z rostlin čeledi Solanaceae, zvláště z durmanu obecného.